# 白蝴蝶兰
白蝴蝶兰（学名：Phalaenopsis aphrodite）又名白花蝴蝶兰、蝴蝶兰，为兰科蝴蝶兰属下的一个种。

## 種下階級

### 亞種
- Phalaenopsis aphrodite subsp. aphrodite 菲律賓白花蝴蝶蘭
- Phalaenopsis aphrodite subsp. formosana 台灣蝴蝶蘭；一些观点也认为本亚种应为独立物种[2]。

## 扩展阅读
- 維基物種上的相關：白蝴蝶兰

1. ↑  . 植物智——植物物种信息系统. 中国科学院植物研究所.   [2025-05-29].
2. ↑  . Plants of the World Online. Kew Science.   [2025-05-29] （英语）.